# Pat Hingle
Martin Patterson "Pat" Hingle (Miami, 19 de julho de 1924 — Carolina Beach, North Carolina, 3 de janeiro de 2009) foi um ator norte-americano.

## Biografia
Hingle nasceu em Miami, Flórida, filho de Marvin Louise e Martin Hingle. Hingle se alistou na Marinha dos Estados Unidos em dezembro de 1941, abandonando a Universidade do Texas. Ele serviu no destróier USS Marshall durante a Segunda Guerra Mundial. Ele voltou para a Universidade do Texas, após a guerra e obteve um diploma na radiodifusão.

## Carreira
Junto com Michael Gough, que interpretou Alfred Pennyworth, ele foi um dos dois únicos atores a aparecer em todos quatro filmes do Batman lançados por Tim Burton e Joel Schumacher. Em sua aparição como Comissário Gordon em Batman & Robin (1997), ele trabalhou com Uma Thurman (que interpretou Hera Venenosa), cujo primeiro marido, Gary Oldman, sucedeu-lhe no papel em Batman Begins (2005), The Dark Knight (2008) e The Dark Knight Rises (2012). Hingle interpretou um juiz no filme estadunidense e alemão Shaft onde trabalhou com Christian Bale, que mais tarde viria retratar Bruce Wayne/Batman em Batman Begins, The Dark Knight e The Dark Knight Rises. Em 1979, interpretou Tom Parker, empresário de Elvis Presley no filme Elvis Não Morreu, que teve Kurt Russell no papel principal.

## Vida pessoal
Hingle se casou com Alyce Faye Dorsey, em 3 de junho de 1947 e teve três filhos: Jody, Billy e  Molly. O casal mais tarde se divorciaram e Hingle se casou com Julia Wright (25 de outubro de 1979  - 3 de janeiro de 2009), com quem teve dois filhos.
Hingle morreu em sua casa em Carolina Beach, North Carolina, de câncer, em 3 de janeiro de 2009, tendo sido diagnosticado com mielodisplasia em novembro de 2006. Ele foi cremado. Suas cinzas foram espalhadas pelo Oceano Atlântico.